# 라이더스 오브 저스티스
《라이더스 오브 저스티스》(덴마크어: Retfærdighedens ryttere)는 2020년 덴마크의 액션 영화이다. 아네르스 토마스 옌센 감독이 연출했고 마스 미켈센과 니콜라이 리 코스가 출연했다.
덴마크에서 2020년 11월 개봉했다. 대한민국에 2021년 6월 개봉한다.

## 줄거리
아프가니스탄에서 복무 중이던 군인 마르쿠스는 기차 사고로 아내를 잃고 딸 마틸데와 함께 고향으로 돌아온다. 슬픔에 잠긴 부녀는 서로에게 마음을 열지 못하고 힘든 시간을 보내던 중, 사고 당시 기차에 함께 탔던 오토라는 남자가 마르쿠스를 찾아와 사고가 단순한 사고가 아닌 "정의의 기수들"이라는 폭주족 갱단을 제거하기 위한 암살 시도였다는 사실을 알려준다.
오토는 해커 친구들인 레나르트와 에멘탈러의 도움을 받아 기차 사고 직전 내린 수상한 남자가 갱단 두목의 형제라는 것을 밝혀낸다. 복수심에 불타는 마르쿠스는 오토, 레나르트, 에멘탈러와 함께 남자의 집으로 향하지만, 남자가 총으로 위협하자 분노를 참지 못하고 그를 죽이고 만다. 레나르트는 증거를 없애는 과정에서 보댜슈카라는 우크라이나 소년을 만나게 되고, 정의의 기수들은 보댜슈카를 고문하여 에멘탈러의 신원을 알아낸다.
갱단의 습격으로 마르쿠스는 공격자들을 모두 죽이고 보댜슈카를 구출하지만, 딸 마틸데는 마르쿠스와 세 사람이 어울려 다니는 모습을 보고 의아해한다. 레나르트는 그들이 트라우마 극복을 위한 치료 모임이라고 둘러댄다. 이후, 이들은 갱단의 회합 장소를 공격하여 여러 명을 살해한다.
새로운 공격을 준비하던 중, 보댜슈카는 기차에서 내린 남자가 사실은 이집트 관광객이었으며, 레나르트와 오토가 에멘탈러를 속여 잘못된 얼굴 인식 결과를 받아들였다는 사실을 밝힌다. 마르쿠스는 자신들이 엉뚱한 사람들을 공격했다는 사실에 분노하며 무너진다.
다음 날, 갱단은 마틸데 남자친구의 SNS를 통해 마르쿠스의 집을 찾아 공격한다. 격렬한 싸움 끝에 마틸데가 인질로 잡히고 마르쿠스는 자수하지만, 그동안 마르쿠스에게 무기 훈련을 받은 오토, 레나르트, 에멘탈러가 갱단을 모두 처치하고 마르쿠스와 마틸데, 남자친구를 구출한다. 몇 달 후 크리스마스, 모두 함께 모여 선물을 나누고 축하하며 마르쿠스와 마틸데는 화해한다.

## 출연진
- 마스 미켈센 - 마르쿠스
- 니콜라이 리 코스 - 오토
- 라르스 브뤼그만 - 레나르트
- 니콜라스 브로 - 에멘탈레르
- 안레아 헤이크 가데베르 - 마틸데
- 구스타브 린드 - 보다슈카
- 롤란 묄레르 - 쿠르트
- 알베르트 루드베크 린드하르트 - 시리우스
- 안네 비르기테 린 - 엠마
- 오마르 샤르가위 - 팔레 올레센 / 아하론 나하스 샤디드
- 야코브 로만 - 케네트
- 헨리크 노엘 올레센 - 노아
- 구스타브 디에키에르 기세 - 아드리안
- 릭케 루이즈 앤더슨 - 심리학자 2
- 모르텐 수르발 - 경찰관 2
- 카스파르 벨베리 - 자전거 핸들러

## 수상
- 2021년 제70회 멜버른 국제 영화제 후보 유럽영화
- 2021년 제50회 로테르담 국제영화제 후보 라임라이트
- 2021년 제39회 브뤼셀 판타스틱 영화제 수상은 Melies (아네르스 토마스 옌센)
- 2021년 제38회 뮌헨 국제영화제 후보 시네마스터즈 경쟁